# Mistrovství Evropy v zápasu řecko-římském 1998
Mistrovství Evropy v zápasu řecko-římském 1998 se konalo v Minsku, Bělorusko.

## Výsledky

### Muži
| Kategorie | Zlato              | Stříbro             | Bronz           |
| --------- | ------------------ | ------------------- | --------------- |
| 54 kg     | Boris Ambarcumov   | Natig Ejvazov       | Marian Sandu    |
| 58 kg     | Armen Nazarjan     | Rafik Simonjan      | Igor Petrenko   |
| 63 kg     | Şeref Eroğlu       | Nikolaj Monov       | Oleh Lytvynenko |
| 69 kg     | Alexandr Treťjakov | Vladimir Kopytov    | Adam Juretzko   |
| 76 kg     | Murat Kardanov     | Jvicha Bichinašvili | Nazmi Avluca    |
| 85 kg     | Hamza Yerlikaya    | Sergej Cvir         | Martin Lidberg  |
| 97 kg     | Sergej Lištvan     | Mikael Ljungberg    | Hakkı Başar     |
| 130 kg    | Alexandr Karelin   | Giorgi Saldadze     | Sergej Murejko  |